# Ана Маняни
Ана Маняни (на италиански: Anna Magnani) e първата италианска актриса, носителка на Оскар. 

## Биография
Родена е на 7 март 1908 г. Изоставена от баща си, а по-късно и от майка си, тя е отгледана от родителите на майка си в най-бедните квартали на Рим. Известно време учи в школа за декламация в академията „Санта Чечилия“. След това започва да участва във кабаретни и вариететни представления в нощни барове. Открива я режисьорът Гофредо Алесандрини, който по-късно става неин съпруг. Прави своя дебют в киното през 1933 г. През 1941 г. изпълнява главната роля в „Ученичката Тереза“ на Виторио Де Сика. Снима се в „Рим - открит град“ (1945) на Роселини, „Любовта“ (1948) на Роселини, „Земята трепери“ (1948) на Висконти, „Най-красивата“ (1951), „Златната карета“ (1953) на Реноар, „Татуираната роза“ (1955, за което получава Оскар), „Сестра Летиция“ (1957), „Дивият вятър“ (1958), „Ад сред града“ (1959) и други. Един от най-известните ѝ филми е този на Пазолини „Мама Рома“ (1962), който я прави звезда. Последният ѝ филм е „Рим“ (1972) на Федерико Фелини.

## Избрана Филмография
| година | филм                  | оригинално заглавие  | роля                        | режисьор            |
| ------ | --------------------- | -------------------- | --------------------------- | ------------------- |
| 1947   | Депутатката Анджелина | L'onorevole Angelina | Анджелина Бианки            | Луиджи Дзампа       |
| 1948   | Любовта               | L'amore              | Жената по телефона / Нанина | Роберто Роселини    |
| 1951   | Най-красивата         | Bellissima           | Мадалена Чекони             | Лукино Висконти     |
| 1953   | Ние жените            | Siamo donne          | Ана                         | Лукино Висконти     |
| 1960   | Смях от радост        | Risate di gioia      | Джоя Фабрикоти (Торторела)  | Марио Моничели      |
| 1962   | Мама Рома             | Mamma Roma           | Мама Рома                   | Пиер Паоло Пазолини |